# Tri-State (album)
| Đánh giá chuyên môn | Đánh giá chuyên môn |
| Nguồn đánh giá      | Nguồn đánh giá      |
| Nguồn               | Đánh giá            |
| ------------------- | ------------------- |
| About.com           | [ 1 ]               |
| Random.Access       | [ 2 ]               |

Tri-State là album phòng thu đầu tay của nhóm trance tiến Anh Above & Beyond, phát hành vào ngày 6 tháng 3 năm 2006. Album có sự hợp tác với Zoë Johnston, Richard Bedford, Carrie Skipper và Nhà sản xuất thu âm Andy Moor, được biết đến với việc sản xuất album Tilt và một nửa album Leama & Moor. Đĩa đơn đầu tiên của album, "Air for Life", được phát hành vào ngày 18 tháng 7 năm 2005. Các đĩa đơn "Good For Me" (với sự có mặt của Zoë Johnston) được bình chọn Giai điệu của năm 2006 trên chương trình phát thanh A State of Trance của Armin Van Buuren.

## Danh sách bài hát
- Tất cả các bài hát được Jono Grant, Tony McGuinness và Paavo Siljamäki viết, sắp xếp, trình diễn và sản xuất. Nhà sản xuất và người sáng tác nhạc bổ sung được liệt kê dưới đây.

| STT | Nhan đề                         | Sáng tác         | Người Sản Xuất | Thời lượng |
| --- | ------------------------------- | ---------------- | -------------- | ---------- |
| 1.  | "Tri-State"                     |                  |                | 4:09       |
| 2.  | "Stealing Time"                 |                  |                | 7:11       |
| 3.  | "World on Fire"                 |                  |                | 4:44       |
| 4.  | "Air For Life" (with Andy Moor) | Andy Moor        | Andy Moor      | 7:27       |
| 5.  | "Can't Sleep"                   | Ashley Tomberlin |                | 7:23       |
| 6.  | "Hope"                          |                  |                | 4:28       |
| 7.  | "Liquid Love"                   |                  |                | 6:42       |
| 8.  | "In the Past"                   |                  |                | 2:28       |
| 9.  | "Alone Tonight"                 |                  |                | 6:23       |
| 10. | "Good For Me"                   | Zoë Johnston     | Zoë Johnston   | 5:42       |
| 11. | "For All I Care"                |                  |                | 5:50       |
| 12. | "Indonesia"                     |                  |                | 5:01       |
| 13. | "Home"                          | Hannah Thomas    |                | 7:12       |

## Nhân viên và những người thực hiện khác
- Làm chủ tại Thủ đô bởi Miles Showell.
- Bài hát 2, 7 & 9: Giọng Hát Của Richard Bedford.
- Bài hát 5: Giọng Hát Của Ashley Tomberlin.
- Bài hát 10: Giọng Hát Của Zoë Johnston.
- Bài hát 11: Giọng Hát Của Tony McGuinness
- Bài hát 13: Giọng Hát Của Hannah Thomas.
- Thiết kế tay áo bằng Above & Beyond.
- Minh họa và thao tác chụp ảnh bằng Tim Ashton.
- Nhiếp ảnh bởi Chris Davison.
- Bổ sung bởi nhiếp ảnh Above & Beyond.
- Quản lý bởi James Grant, quản lý Tham Gia.
- Quản lý nhãn bằng Dan Myles.
- Đặt DJ Matt Rodriguez, Paul Morris and Alex Chaykin tại AM Chỉ (Bắc Mỹ) và Simon Clarkson và Sarah Lynn tại MainStage Artists (phần còn lại của vũ trụ được biết đến).